# Sandy Chambers
Sandra Chambers (Birmingham, 11 de abril de 1967) es una cantante británica, considerada de las más importantes voces del Eurodance.
Alcanzó el éxito en la música de baile electrónica durante los años 1990, siendo intérprete y corista de varios éxitos, como "Baby Baby" de la banda italiana Corona.

## Biografía
Nacida y criada en el Reino Unido, comenzó su carrera musical a temprana edad, cuando ella y sus hermanos participaron en concursos de talentos en todo el país, cantando canciones de artistas como; The Jackson 5, The Doobie Brothers, The Three Degrees entre otros. Estudió italiano en la Universidad de Lancaster y viajó a Italia en 1992 para desarrollar su carrera, radicándose en Pisa.
Mientras cantaba por diversión en bares, llamó la atención del productor italiano Roberto Zanetti alias Robyx, quien ya contaba con una sólida carrera en la industria del Italo dance con el nombre artístico de Savage. Así fue como le pidió que viniera a los estudios DWA, porque necesitaba una vocalista, le dio una tarjeta de visita donde ella leyó "Savage" y se preguntó ¿qué tipo de nombre es este?. Su primera grabación fue como corista en el tema "We All Need Love" de Double You, con quien colaboró en sus 4 primeros álbumes de estudio, obteniendo gran éxito con los temas "Dancing With An Angel" y "Because I'm Loving You". Vive en Milán desde entonces y tiene un hijo que nació en 1998.

### Corona
Se unió a Corona, un proyecto italiano de la brasilera Olga de Souza y en el que además participó Jenny B, en 1993. La banda decidió mostrar como única vocalista a De Souza, pese a que circularon los rumores sobre las voces diferentes y los productores debían eludir incómodamente aquellas preguntas, siguiendo una costumbre de la época: que en realidad ya había colapsado con Milli Vanilli.
En 2005 Sandy participa junto a Bobby Farrell, componente del famoso grupo Boney M., en un nuevo álbum de versiones de dicho grupo llamado "Boney M Remix 2005" producido en Italia por Stefano Cucchi.
En 2007 se hizo público que ella fue la voz en "Baby Baby"  y Jenny B quien cantó "The Rhythm of the Night" desde entonces ambas salen acreditadas como las voces. La revelación sucedió al mismo tiempo que las bandas Fun Factory y Maxx; confesaran haber usado modelos para ocultar a sus verdaderas voces: Balca Tözün y Samira Besic en la canción "Get-A-Way" respectivamente.

### Solista
En 1994 publicó las canciones "Everybody's dancing" y "Words of Love" que no tuvieron éxito y fue corista del americano Charles Shaw en el tema "I'm feeling". En 1995 publicó las canciones "Bad Boy " y "Together" ; que no alcanzaron el vaticinio esperado. Además colaboró en numerosos proyectos Eurodance de la época, algunos con notable éxito como; Netzwerk, Babyroots, Jhava o J.K. Además para intentar elevar su carrera realizó una gira mundial con Double You y fue corista de Alexia.

### Años 2000
Llegado el nuevo milenio y con éste el deceso de la popularidad del Eurodance, Chambers debió ampliar sus horizontes musicales. Realizó una gira con la cantante Giorgia Todrani y se consolidó como una importante corista, trabajando para famosos artistas como: Claudio Baglioni, Jovanotti, Antonello Venditti, Zucchero y la americana Mariah Carey.
En esta década también incursionó en los jingles, teniendo a la actualidad cientos de comerciales de marcas famosas y un Spot Grammy por su contribución única a este campo. En 2006 lanzó otra canción en solitario, la primera desde 1995 llamada "Play my Music".

### Benassi Bros
Quizás el mayor reconocimiento le llegó con Benassi Bros. la histórica banda de Italo dance de los primos Alle y Benny Benassi. Con Sandy, el sencillo "Illusion" pasó 41 semanas en las listas de éxitos de cinco países y los álbumes Pumphonia (2004) y Phobia (2005) se convirtieron en los más vendidos del género esos años. En el proyecto, Sandy actuó no solo como vocalista, sino también como compositora.
En los últimos años, ocho éxitos interpretados por Sandy han pasado más de 116 semanas en la cima de las listas: "Illusion", "Turn me up, Light", "Castaway" y el polémico "Break the wall".

## Créditos
| - 1990 - "Dreamin' Stop" - 1992 - "Send Me An Angel" - 1993 - "Breakdown" - 1994 - "I'm Feeling" with Charles Shaw - 1994 - "Everybody's Dancing" - 1995 - "Bad Boy" - 1995 - "Dancing with an Angel" - 1995 - "Wanna Be With You" - 1995 - "You Know What I Want" - 1996 - "My Radio" - 1998 - "Don't tell me Lies" - 1999 - "Sing A Song Now Now" | - 2000 - "Lovin' it" - 2002 - "I Miss You" - 2003 - "Get Better" - 2003 - "Illusion" - 2005 - "Give It Time" - 2007 - "Play My Music" - 2007 - "Get Hot" - 2008 - "Foundation" - 2008 - "Make the World Go Round" - 2008 - "Break the Wall" - 2009 - "get out of my mind" - 2009 - "this is me" - 2009 - "brighter" |

### Discografía
| - 2004 - Pumphonia - "Get Better" - "I Feel So Fine" - "Illusion" - "Turn Me Up" | - 2005 - ...Phobia - "Castaway" - "Light" - "Movin' Up" |